# 埃兰 (科雷兹省)
埃兰（法語：Eyrein，法語發音：[eʁɛ̃]）是法国科雷兹省的一个市镇，位于该省中部，属于蒂勒区。

## 地理
埃兰（45°20'6"N, 1°56'39"E）面积26.39 平方千米，位于法国新阿基坦大区科雷兹省，该省份为法国中南部省份，北起上维埃纳省和克勒兹省，西接多爾多涅省，南至洛特省，东临多姆山省和康塔爾省。
与埃兰接壤的市镇（或旧市镇、城区）包括：尚帕尼亚克-拉诺阿耶、克莱古、科雷兹、罗西耶代格勒通、圣马夏尔德日梅勒、圣普列斯特-德日梅勒、蒙塔讷河畔维特拉克、杜斯特尔河畔蒙泰尼亚克。

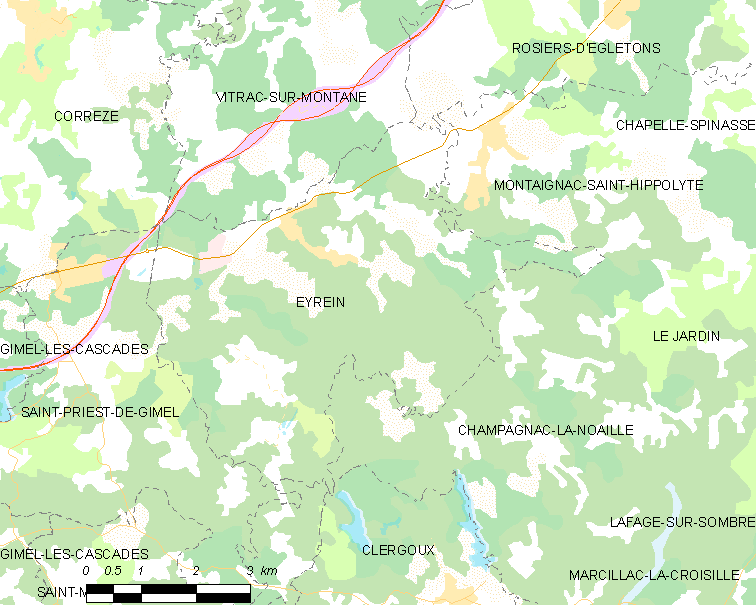
的OSM定位图

埃兰的时区为UTC+01:00、UTC+02:00（夏令时）。

## 行政
埃兰的邮政编码为19800，INSEE市镇编码为19081。

## 政治
埃兰所属的省级选区为圣福蒂纳德县。

## 人口

1962-2008年间人口变化图示

埃兰于2022年1月1日时的人口数量为510人。